# بيت القرين (المخادر)

تعديل مصدري - تعديل

بيت القرين هي إحدى قرى عزلة الشرف بمديرية المخادر التابعة لمحافظة إب، بلغ تعداد سكانها 43 نسمة حسب تعداد اليمن لعام 2004.